# Waynesboro (Géorgie)
Pour les articles homonymes, voir Waynesboro.
Waynesboro est une ville, chef-lieu du comté de Burke en Géorgie, aux États-Unis. La ville compte une population de 5 813 habitants.

## Économie
La centrale nucléaire de Vogtle est située dans le comté de Burke, près de Waynesboro.
Le comté de Burke possède un aéroport (Burke County Airport, code AITA : BXG) situé à Waynesboro.

## Démographie
| 1850 | 1880  | 1890  | 1900  | 1910  | 1920  |
| ---- | ----- | ----- | ----- | ----- | ----- |
| 19   | 1 008 | 1 711 | 2 030 | 2 729 | 3 311 |

| 1930  | 1940  | 1950  | 1960  | 1970  | 1980  |
| ----- | ----- | ----- | ----- | ----- | ----- |
| 3 922 | 3 793 | 4 461 | 5 359 | 5 530 | 5 760 |

| 1990  | 2000  | 2010  | - | - | - |
| ----- | ----- | ----- | - | - | - |
| 5 701 | 5 813 | 5 766 | - | - | - |